# Meer van Ioannina
Het Meer van Ioannina (Grieks: λίμνη των Ιωαννίνων) of Pamvotidameer (λίμνη Παμβώτιδα) is een natuurlijk meer in de Griekse regio Epirus, en sedert 2011 een deel van de fusiegemeente Ioannina. Het meer ligt op een hoogte van 470 meter boven het zeeniveau. Het mist een bovengrondse afvoer, maar watert ondergronds via de Kalamas of Thyamis af op de Ionische Zee.
In het meer ligt een klein eilandje, Nisos Ioanninon (Νήσος Ιωαννίνων),
dat voor Ali Pasja als toevluchtsoord gediend heeft.

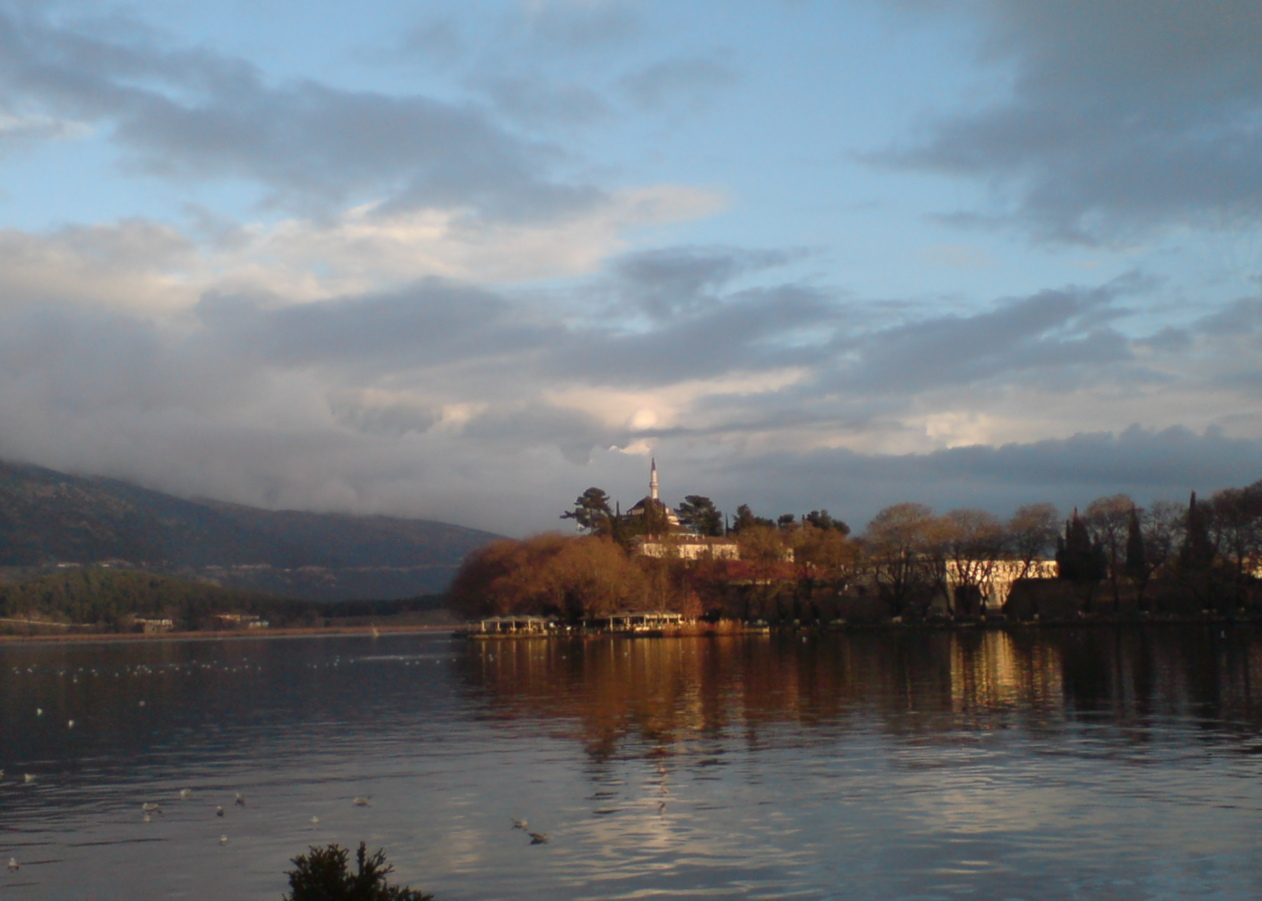